# Rue du Poirier
La rue du Poirier est une ancienne voie de Paris qui était située dans l'ancien 7e arrondissement et qui a été absorbée par la rue Brisemiche.

## Origine du nom
Cette rue doit son nom à une enseigne.

## Situation
La rue du Poirier, d'une longueur de 78 mètres, située dans l'ancien 7e arrondissement, quartier Sainte-Avoye, commençait aux 34-36, rue Neuve-Saint-Merri et finissait au 1, rue Maubuée et au 35, rue Simon-le-Franc.
Les numéros de la rue étaient noirs. Le dernier numéro impair était le no 21 et le dernier numéro pair était le no 18.

## Historique
Cette rue, déjà construite à la fin du XIIIe siècle, est dénommée dans des actes de 1273, 1300, 1302 et 1308, « rue de la Petite-Bouclerie », en raison de la présence de fabricants de boucles.
Elle est citée dans Le Dit des rues de Paris, de Guillot de Paris, sous le nom de « rue de la Bouclerie ».
L'abbé Lebeuf indique qu'elle est également écrite « rue de la Boucherie ».
Elle est ensuite nommée « rue de la Baudroierie » et « rue de la Baudrerie », avant de prendre en 1560 le nom de « rue du Poirier » en raison d'une enseigne.
Elle est citée sous le nom de « rue de la Baudrerie » dans un manuscrit de 1636 et « rue Baudoirie » en 1714, par Jean de la Caille.
Une décision ministérielle du 13 vendémiaire an X (5 octobre 1801), signée Chaptal, fixe la largeur de cette voie publique à 6 mètres.
Cette largeur est portée à 10 mètres, en vertu d'une ordonnance royale du 22 mai.
Cette voie disparait lors de la construction du Centre Georges-Pompidou.